# Kerk van Menaldum
De kerk van Menaldum is een kerkgebouw in Menaldum in de Nederlandse provincie Friesland.

## Beschrijving
Op de fundering van een oudere kerk, oorspronkelijk gewijd aan Lambertus, werd een nieuwe kerk gebouwd. Het vijfzijdig gesloten koor dateert uit 1855 en het schip uit 1874. De zaalkerk met rondboogvensters, een transept en een consistoriekamer werd gebouwd in eclectische vormen naar plannen van M. en J.P. Boonstra. De toren van drie geledingen met ingesnoerde spits werd gebouwd in 1866 naar ontwerp van architect J.I. Douma. In de toren hangt een klok (1473) van klokkengieter Johannes van Deventer en een klok (1619) van Hans Falck. De kerk, gelegen op een terp, is een rijksmonument.
Het interieur wordt gedekt door een tongewelf. De wanden hebben pilasters met korinthische kapitelen. De preekstoel (1672) is gemaakt door Gerryt Nijhoff. De panelen met allegorische beelden in laat-maniëristische stijl zijn vervaardigd door Hendrick Jansen. In de kerk bevinden zich verder een doophek, een overhuifde herenbank, een eenvoudiger herenbank en een rouwbord van Hommo van Camstra (1652). Het orgel uit 1861 is gebouwd door Willem Hardorff en verving het oude orgel (1747) van Christian Müller.

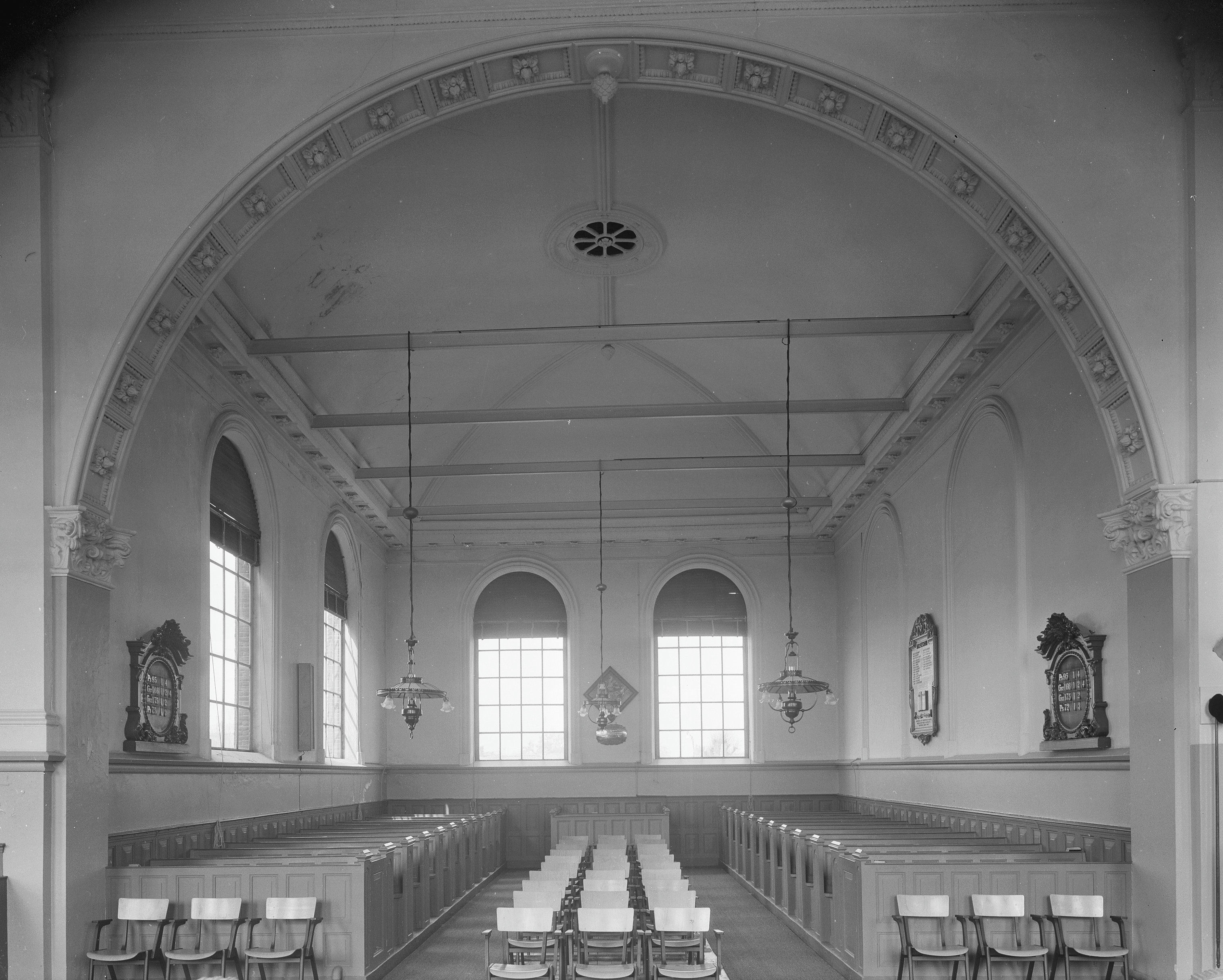
Interieur met koor (1966)
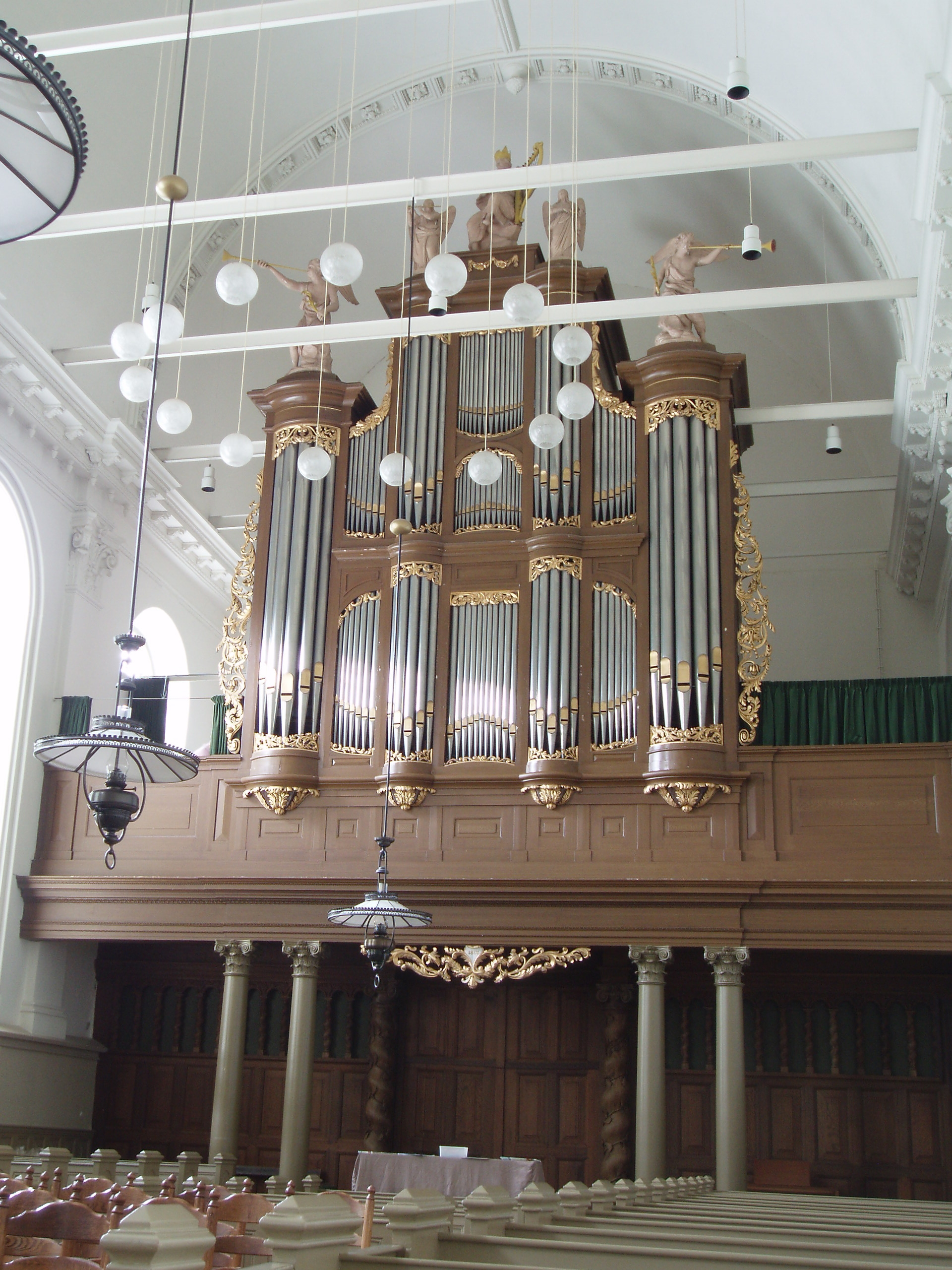
Interieur met orgel (2007)
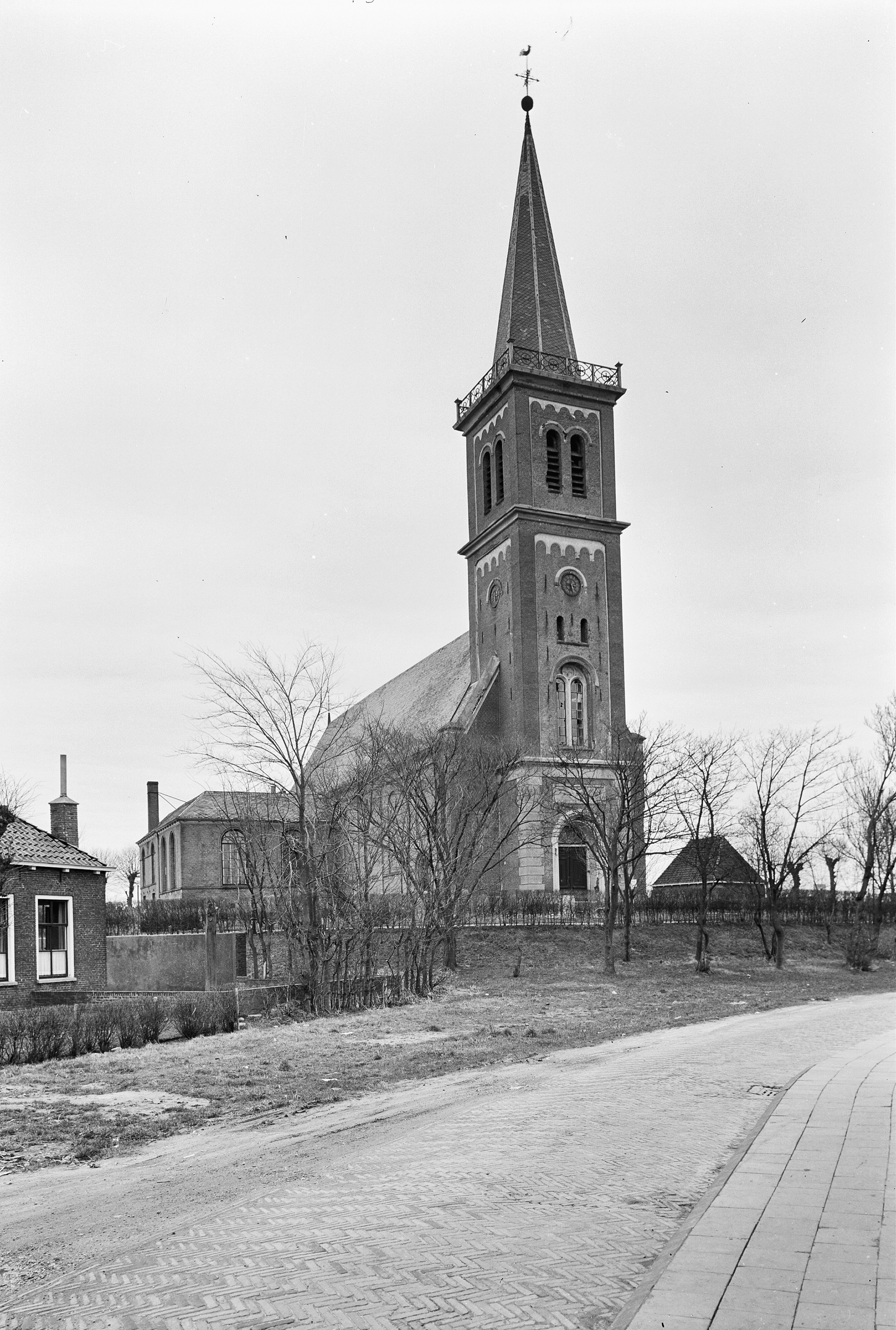
Voorgevel (1966)